# Диатта, Адама
Адама Диатта (фр. Adama Diatta; род. 14 августа 1988, Kabrousse) — сенегальский борец вольного стиля, участник трёх Олимпийских игр, 9-кратный чемпион Африки.

## Карьера
В июне 2010 года в Каире стал серебряным призёром чемпионата Африки, уступив в финале египтянину Ибрахиму Фарагу. В апреле 2021 года в тунисском Хаммамете на африканском и океанском олимпийский отборочный турнире к Олимпийским играм в Токио Диатта завоевал лицензию. В августе 2021 года на Олимпийских играх в первой же схватке на стадии 1/8 финала уступил азербайджанцу Гаджи Алиеву. В утешительной схватке уступил казахстанцу Даулету Ниязбекову.  

## Достижения
- Чемпионат Африки по борьбе 2007 — ;
- Всеафриканские игры 2007 — ;
- Чемпионат Африки по борьбе 2008 — ;
- Олимпийские игры 2008 — 15;
- Чемпионат Африки по борьбе 2009 — ;
- Чемпионат Африки по борьбе 2010 — ;
- Чемпионат Африки по борьбе 2011 — ;
- Чемпионат Африки по борьбе 2012 — ;
- Чемпионат Африки по борьбе 2015 — ;
- Чемпионат Африки по борьбе 2016 — ;
- Африканские игры 2015 — ;
- Чемпионат Африки по борьбе 2016 — ;
- Олимпийские игры 2016 — 10;
- Чемпионат Африки по борьбе 2017 — ;
- Чемпионат Африки по борьбе 2018 — ;
- Чемпионат Африки по борьбе 2019 — ;
- Олимпийские игры 2020 — 16;